# Волинь (фільм)

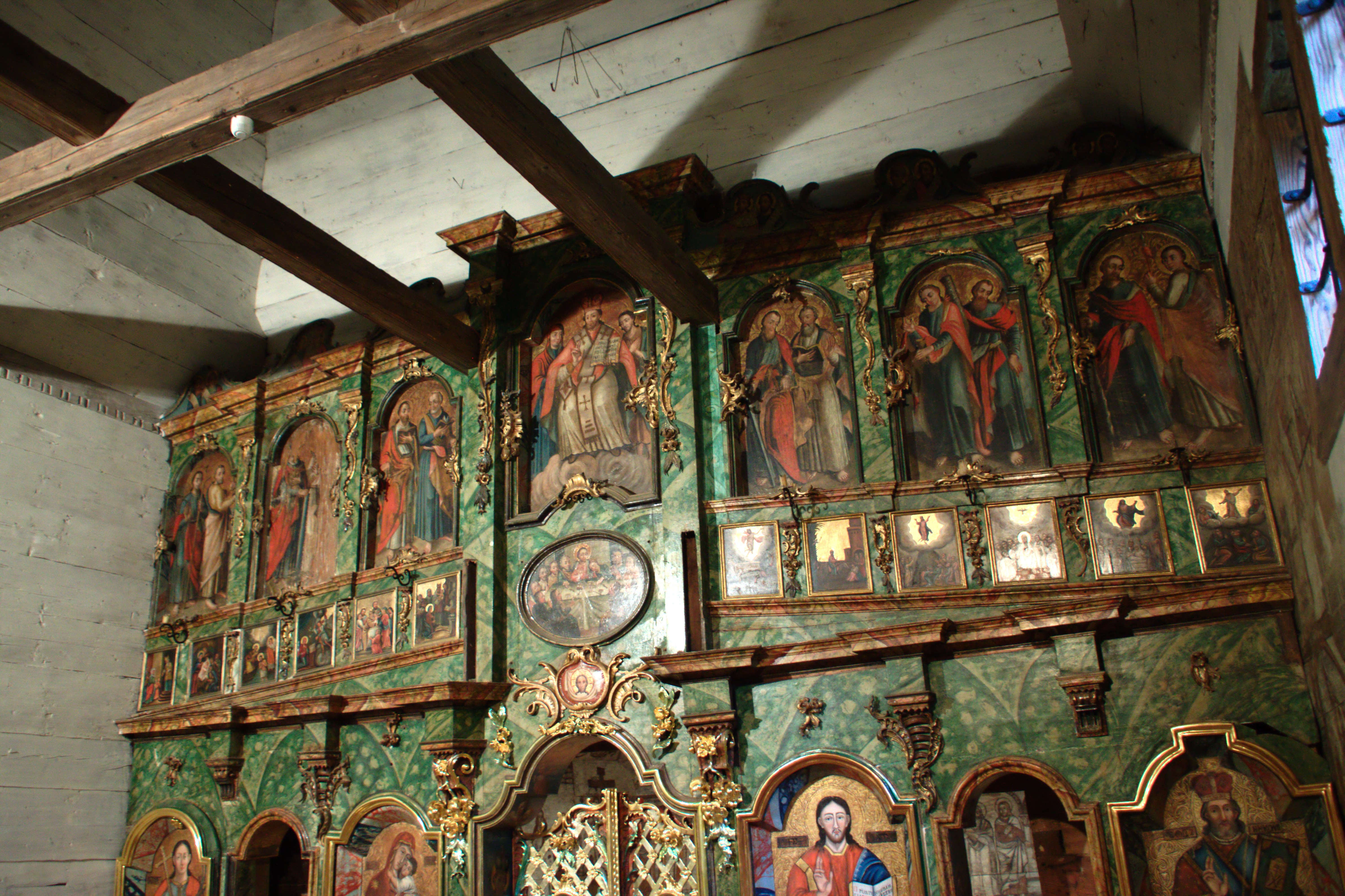
, у Музеї народної архітектури, у 2014 році в церкві вони були зняті сцени для фільму Волинь. У фільмі греко-католицький священик промовляє в дусі проповіді митрополита Андрея Шептицького — Не вбивай

«Волинь. Про любов у нелюдські часи» — польський військово-драматичний фільм 2016 року режисури Войцеха Смажовського про Волинську трагедію.

## Виробництво
Задум створення фільму про українсько-польські відносини виник у Войцеха Смажовського у 2011—2012 роках. Попередній сценарій був готовий 2013 року, він був написаний на основі збірки оповідань «Ненависть» (пол. «Nienawiść») Станіслава Сроковського. У фільмі заплановано близько 130 акторських ролей, які розмовляють шістьома мовами: українською, німецькою, російською, їдишем, латинською і польською.
Зйомки фільму проходили в Кольбушовій, селі Єзьожани, Музеї люблінського села, ґміні Візна, в околицях Рави-Мазовецької, Сяніка, Скерневиців.
Кошторис стрічки було оцінено у 14 млн злотих. У березні 2014 року Польський Інститут Кіномистецтва (пол. Polski Instytut Sztuki Filmowej) на звернення режисера виділяє 4 млн злотих для створення фільму. У 2016 році оприлюднили інформацію про нестачу 2,5 млн злотих на завершення зйомок, був створений спеціальний фонд для збору коштів — Fundacja na Rzecz Filmu Wołyń. У лютому 2016 року режисер звернувся до громадськості з проханням надати підтримку для завершення проєкту. Заклик підтримали Станіслав Сроковський, Ева і Владислав Семашки. Згодом кошти були виділені також Польським телебаченням (1 млн злотих) і низкою інших спонсорів.

## Сюжет
Фільм розповідає історію 17-річної Зосі Ґловацької з села, де проживають українці, поляки та євреї. Головна героїня закохується в українця Петра, але її батько видає її за набагато старшого за неї солтиса Мацєя Скибу. Незабаром після весілля, Зося лишається вдома з дітьми чоловіка від першого шлюбу, а він іде на війну. Повернувшись в село, Мацей ховається, зі страху перед українськими націоналістами. Коли Волинь займає Червона армія, українці вітають її хлібом і горілкою. Скибу як куркуля засилають, і головна героїня знову залишається сама, займаючись вихованням дітей за воєнних умов. Коли в 1941-му східну Польщу окупують гітлерівці, ті самі українці, які вітали прихід радянської влади, радіють приходу німців. В Польщі починаються етнічні чистки. Нацисти вбивають євреїв, потім українці — поляків. Зося є свідком убивств із помсти й грабунків сусідів. У фільмі також показані поляки, що рятують євреїв, і українці, що рятують поляків.

## Історична достовірність
Сцена освячення ножів православним священником була розкритикована польським істориком Ґжеґожем Мотикою. За його словами, доказів, що хтось проводив такий обряд у 1943 році немає. Історичний консультант фільму Леон Попек сказав після заяви Мотики, що йому відомі документи та спогади очевидців про такі події.
Низка епізодів фільму є прямим посиланням на реальні події Волинської трагедії:
- Страта поета, офіцера Армії Крайової — доля підпоручника Зигмунта Румеля, який за дорученням Польського уряду в Лондоні прибув на переговори з УПА без зброї та був убитий[23];
- Вбивство вірян у костелі — події в селах Кисилині (Злочин у Кисилині) і Порицьку (Павлівці).

Також є відомості про символічний похорон Польщі українцями в 1939 році, але не на Волині, як це показано у фільмі, а на Перемишльщині, в містечку Загір'я.

## Реакція в Україні
- Навіть у ході проєкту кілька українських акторів, які дістали запрошення грати в фільмі, після прочитання сценарію своїх українських ролей відмовилися брати в ньому участь. В інтерв'ю Оксані Забужко українські актори сказали, що фільм є справжньою школою ненависті[24].
- Андрій Любка відзначив, що після прем'єри фільму «польсько-українські стосунки відкотяться на 10 років назад»[25].
- Юрій Андрухович у статті, написаній до перегляду фільму, зазначив, що найкраще ситуацію передають слова кс. Тадеуша Ісаковича-Залеського: «Фільм „Волинь“ уб'є pojednanie, якого не було ніколи»[26].
- Позитивно на появу фільму відреагувала Надія Савченко[27][28].
- Історик Андрій Портнов зазначив, що, на його думку, цей фільм є найслабшим фільмом Смажовського. А також, що «є великим спрощенням спроба представити фільм Смажовського як фільм антиукраїнський — це не є фільм антиукраїнський, водночас це фільм, який має значні проблеми з відображенням певних історичних контекстів і подій»[29].
- Пилип Іллєнко ствердив, що фільм передусім — це декларація позиції творців фільму щодо минулого і майбутнього стосунків польського й українського народів. Також він не розуміє, чому актори-українці зіграли у фільмі.[30]
- Федір Стригун дав інтерв'ю сайту «Страна.ua», в якому ствердив, що в українських акторів низька зарплата, що й зумовило їх зйомки в картині.[31] В інтерв'ю газеті «Високий замок» уточнив, що він говорив про акторів Тернопільського драматичного театру ім. Т. Г. Шевченка («один знімальний день у Польщі — це місячна зарплата тернопільського артиста»). І заявив: «режисер їх [акторів] запевнив, що нічого антиукраїнського не буде.»[30]

Запланований на 18 жовтня 2016 року показ фільму, організований Польським Інститутом у Києві (Instytut Polski w Kijowie), був скасований за наполегливою рекомендацією МЗС України. За словами посла України в Польщі Андрія Дещиці, рішення пов'язане з можливими вуличними протестами та негативною реакцією громадськості.

## Рецензії, відгуки
- Лукаш Адамський. Game changer. Декілька міркувань після перегляду фільму «Волинь» [Архівовано 9 жовтня 2016 у Wayback Machine.] // Historians.in.ua — 28.09.2016
- Адам Бальцер. «Волинь» Смажовського — втрачений шанс по-справжньому порозумітися з українцями [Архівовано 9 жовтня 2016 у Wayback Machine.] // Historians.in.ua — 08.10.2016
- Андрій Стародуб. Ілюзії «Втраченого Раю» «Східних кресів» (деякі рефлексії з приводу фільму Войтка Смажовського «Волинь») [Архівовано 26 жовтня 2016 у Wayback Machine.] // Historians.in.ua — 25.10.2016
- Jarosław Kuisz, Karolina Wigura. «Wołyń». Kicz zła [Архівовано 12 жовтня 2016 у Wayback Machine.] // Kultura Liberalna[pl], Nr 405 (41/2016) 11.10.2016
- Юрій Опока. Воскресіння. Рецензія-есей на фільм Войцеха Смажовського «Волинь» [Архівовано 22 грудня 2016 у Wayback Machine.] // zaxid.net, 10 жовтня 2016
- Олена Бабакова. Кіно розбрату. Чим «Волинь» корисна, а чим небезпечна для польсько-українських відносин [Архівовано 10 лютого 2017 у Wayback Machine.] // Європейська правда, 06 жовтня 2016, 10:31